# Irán en los Juegos Olímpicos de Seúl 1988
Irán estuvo representado en los Juegos Olímpicos de Seúl 1988 por un total de 23 deportistas masculinos que compitieron en 3 deportes.

## Medallistas
El equipo olímpico iraní obtuvo las siguientes medallas:
| Nombre            | Deporte     | Competición |
| ----------------- | ----------- | ----------- |
| Oro               |             |             |
| —                 |             |             |
| Plata             |             |             |
| Askari Mohamadian | Lucha libre | 57 kg M     |
| Bronce            |             |             |
| —                 |             |             |